# Diplodiscus longifolius
Diplodiscus longifolius är en malvaväxtart som först beskrevs av Elmer Drew Merrill, och fick sitt nu gällande namn av Karl Ewald Maximilian Burret. Diplodiscus longifolius ingår i släktet Diplodiscus och familjen malvaväxter. Inga underarter finns listade i Catalogue of Life.